# Bramus fuscocapillus
Bramus fuscocapillus — вид гризунів родини Cricetidae. Зустрічається в Афганістані, Ірані, Пакистані та Туркменістані на висотах від 300 до 2400 метрів.
Вид є рийним і проживає у відкритому степовому середовищі з пухким ґрунтом, а не піском. Він був зафіксований з оброблених полів, хоча він може жити і в неглибоких гірських ґрунтах, де він риється, харчуючись підземними частинами рослин. Він не впадає в сплячку, але влітку може стати неактивним.